# Speovelia maritima
Speovelia maritima är en insektsart som beskrevs av Teiso Esaki 1929. Speovelia maritima ingår i släktet Speovelia och familjen vattenspringare. Inga underarter finns listade i Catalogue of Life.